# Police nationale indonésienne
La police nationale de la république d'Indonésie ou Kepolisian Negara Republik Indonesia dépend directement du président de la République.
Jusqu'en 1999, la police indonésienne était une des 4 armes des forces armées. La séparation des forces armées s'est notamment traduite par une démilitarisation de la plupart des grades de la police.
La police indonésienne a des effectifs de 579 000 (2022) hommes et est commandée par un officier ayant grade de général. Elle possède un corps de 12 000 hommes, la Brigade Mobil ou "Brimob", organisé comme une unité militaire et commandé par un inspecteur général (grade correspondant à celui de major-général dans l'armée de terre indonésienne).

## Histoire

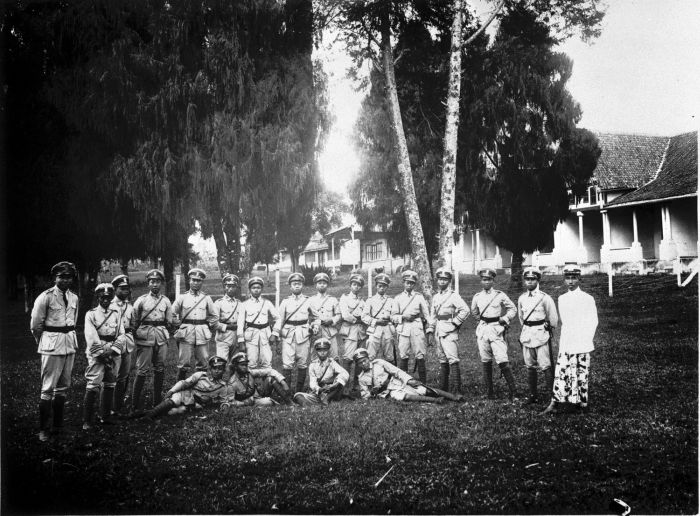
La veldpolitie des Indes néerlandaises à Malang, Java oriental (vers 1930)

La police indonésienne est née le 19 août 1945, 2 jours après la proclamation de l'indépendance, sous le nom de Jawatan Polisi ("service de la police"), sous la tutelle du ministère de l'Intérieur.
En 1946, la police est intégrée dans les forces armées indonésiennes. Elle en est de nouveau séparée en 1999, dans le cadre du mouvement de réformes qui suit la démission du président Soeharto en mai 1998.
En mai 2001, la police indonésienne, qui a désormais la tâche de la répression anti-émeute, intervient face à des émeutes dans la ville de Pasuruan à Java oriental, où deux églises sont incendiées. On compte un mort. Le président Abdurrahman Wahid demande au chef de la police de démissionner. Celui-ci refuse, déclarant qu'il ne le fera que selon la procédure en vigueur, qui passe par le parlement. Cet incident doit être situé dans un contexte où le parlement devait se réunir en août 2001 pour destituer le président, accusé de laisser son entourage détourner des fonds publics.

## Une police controversée
La police indonésienne est réputée pour sa culture de la violence et de l’impunité.
Le chef de la « police des polices » indonésienne, Ferdy Sambo, est mis en examen en 2022 pour avoir commandité puis maquillé l’assassinat d’un garde du corps, entraînant la mise à pied d’une trentaine de policiers pour obstruction à la justice, dissimulation ou destruction de preuves.

## Organisation
La police indonésienne est structurée selon une organisation régionale.
L'organe central de direction est le grand quartier général de la police (Markas Besar Kepolisian Negara Republik Indonesia). Le chef de la police dépend du président de la République.
Les divisions régionales successives sont les suivantes :
- Police de région ou Kepolisian Daerah, couvrant en général une province, divisée en
- Police de zone ou Kepolisian Resor, couvrant en gros un kabupaten ou département, divisée en
- Police de secteur ou Kepolisian sektor et police municipale ou Kepolisian Negara Republik Indonesia Sektor Kota, correspondant à un kecamatan ou district.

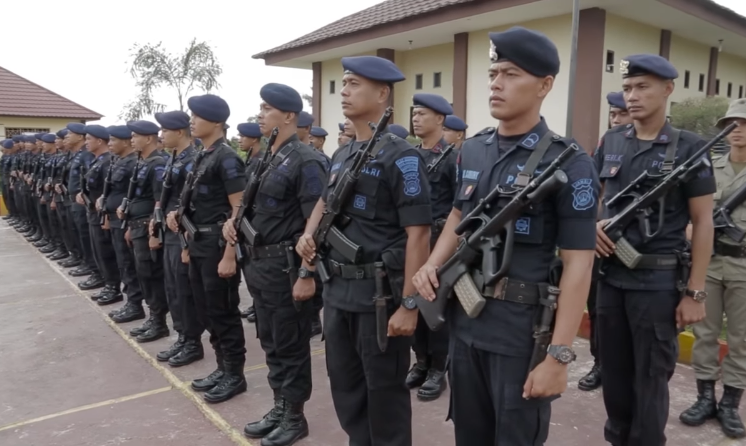
Korps Brigade Mobil

Les tâches opérationnelles sont réparties entre les entités suivantes :
- L'agence du renseignement pour la sécurité (Badan Intelijen Keamanan),
- L'agence pour la recherche criminelle (Badan Reserse Kriminal),
- L'agence pour le développement de la sécurité (Badan Pembinaan Keamanan),
- Le corps de la brigade mobile (Korps Brigade Mobil).

## Lalutte antiterroriste

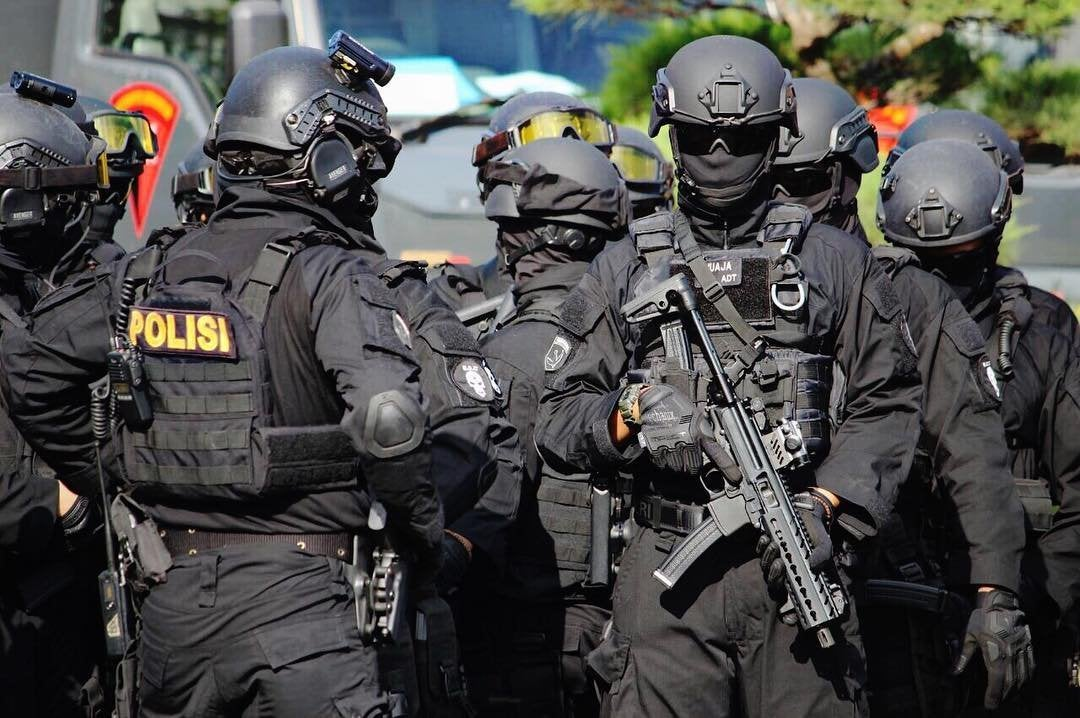
Détachement spécial 88

Elle revient au " Korps Brigade Mobil " ou K.B.M.qui possède 2 unités :
- La Gegana, créée en 1995, homologue au GIGN et au RAID français et aux unités spéciales d'intervention de type SWAT aux Etats-Unis. Elle constitue le 2e régiment du K.B.M. dont la mission est :
  - La lutte contre le terrorisme,
  - La recherche et sauvetage,
  - Le désamorçage d'engins explosifs.

- Le détachement spécial 88, formée avec l'aide financière et technique des États-Unis.

## Grades
| Police                           | Equivalent dans l'armée de terre indonésienne | Equivalent dans la police française                    |
| Officiers                        |                                               |                                                        |
| Officiers généraux               | Officiers généraux                            | Emplois supérieurs de direction de la police nationale |
| Général                          | Général                                       | Directeur général                                      |
| Commissaire général              | Lieutenant-général                            | Directeur des services actifs                          |
| Inspecteur général               | Major général                                 | Inspecteur général de police                           |
| Brigadier général                | Brigadier général                             | Contrôleur général de police                           |
| Officiers supérieurs             | Officiers supérieurs                          | Corps de conception et de direction                    |
| Commissaire principal            | Colonel                                       | Commissaire divisionnaire de police                    |
| Commissaire principal adjoint    | Lieutenant-colonel                            | Commissaire de police                                  |
| Commissaire                      | Major                                         | Commissaire de police stagiaire                        |
| Officiers subalternes            | Officiers subalternes                         | Corps de commandement                                  |
| Commissaire adjoint              | Capitaine                                     | Capitaine de police                                    |
| Premier inspecteur               | Lieutenant                                    | Capitaine de police avec appellation de «lieutenant»   |
| Second inspecteur                | Sous-lieutenant                               | Capitaine de police stagiaire                          |
| Sous-officiers supérieurs        | Sous-officiers supérieurs                     | Corps d'encadrement et d’application                   |
| Inspecteur adjoint de 1re classe | Adjudant de 1re classe                        | Major                                                  |
| Inspecteur adjoint de 2e classe  | Adjudant de 2e classe                         | Brigadier-chef                                         |
| Sous-officiers                   |                                               |                                                        |
| Brigadier-chef                   | Sergent-major                                 | Brigadier                                              |
| Brigadier                        | Sergent-chef                                  | Sous-Brigadier                                         |
| Brigadier de 1re classe          | Sergent de 1re classe                         | Gardien de la paix                                     |
| Brigadier de 2e classe           | Sergent de 2e classe                          | Gardien de la paix stagiaire                           |
| Hommes de troupe                 | Hommes de troupe                              | Policier adjoint                                       |
| Brigadier adjudant               | Caporal-chef                                  | Policier adjoint                                       |
| Vice-brigadier adjudant          | Caporal de 1re classe                         | Policier adjoint                                       |
| Brigadier adjudant stagiaire     | Caporal de 2e classe                          | Policier adjoint                                       |
| Agent-chef                       | Soldat-chef                                   | Policier adjoint                                       |
| Agent de 1re classe              | Soldat de 1re classe                          | Policier adjoint                                       |
| Agent de 2e classe               | Soldat de 2e classe                           | Policier adjoint                                       |

| Police nationale indonésienne   |                                 |                                         |                                         |                                        |                                        |                                         |                                         |                                      |                                      |                                    |                                    |                           |                           |                             |                             |                              |                              |                              |                             |                             |                             |
| Jenderal Polisi (Jenderal Pol.) | Jenderal Polisi (Jenderal Pol.) | Komisaris Jenderal Polisi (Komjen Pol.) | Komisaris Jenderal Polisi (Komjen Pol.) | Inspektur Jenderal Polisi (Irjen Pol.) | Inspektur Jenderal Polisi (Irjen Pol.) | Brigadir Jenderal Polisi (Brigjen Pol.) | Brigadir Jenderal Polisi (Brigjen Pol.) | Komisaris Besar Polisi (Kombes Pol.) | Komisaris Besar Polisi (Kombes Pol.) | Ajun Komisaris Besar Polisi (AKBP) | Ajun Komisaris Besar Polisi (AKBP) | Komisaris Polisi (Kompol) | Komisaris Polisi (Kompol) | Ajun Komisaris Polisi (AKP) | Ajun Komisaris Polisi (AKP) | Inspektur Polisi Satu (Iptu) | Inspektur Polisi Satu (Iptu) | Inspektur Polisi Satu (Iptu) | Inspektur Polisi Dua (Ipda) | Inspektur Polisi Dua (Ipda) | Inspektur Polisi Dua (Ipda) |

|                                    | Sous-officiers supérieurs          | Sous-officiers supérieurs          | Sous-officiers supérieurs         | Sous-officiers supérieurs         | Sous-officiers supérieurs         | Sous-officiers supérieurs       | Sous-officiers                  | Sous-officiers            | Sous-officiers            | Sous-officiers                | Sous-officiers                | Sous-officiers                | Sous-officiers                | Sous-officiers                | Sous-officiers                | Sous-officiers               | Sous-officiers               | Sous-officiers               | Sous-officiers               | Sous-officiers               | Sous-officiers               | Sous-officiers                  | Hommes de troupe                | Hommes de troupe                    | Hommes de troupe                    | Hommes de troupe                   | Hommes de troupe                   | Hommes de troupe             | Hommes de troupe             | Hommes de troupe             | Hommes de troupe           | Hommes de troupe           | Hommes de troupe           | Hommes de troupe          | Hommes de troupe          | Hommes de troupe |
| ---------------------------------- | ---------------------------------- | ---------------------------------- | --------------------------------- | --------------------------------- | --------------------------------- | ------------------------------- | ------------------------------- | ------------------------- | ------------------------- | ----------------------------- | ----------------------------- | ----------------------------- | ----------------------------- | ----------------------------- | ----------------------------- | ---------------------------- | ---------------------------- | ---------------------------- | ---------------------------- | ---------------------------- | ---------------------------- | ------------------------------- | ------------------------------- | ----------------------------------- | ----------------------------------- | ---------------------------------- | ---------------------------------- | ---------------------------- | ---------------------------- | ---------------------------- | -------------------------- | -------------------------- | -------------------------- | ------------------------- | ------------------------- | ---------------- |
| Police nationale indonésienne      |                                    |                                    |                                   |                                   |                                   |                                 |                                 |                           |                           |                               |                               |                               |                               |                               |                               |                              |                              |                              |                              |                              |                              |                                 |                                 |                                     |                                     |                                    |                                    |                              |                              |                              |                            |                            |                            |                           |                           |                  |
| Ajun Inspektur Polisi Satu (Aiptu) | Ajun Inspektur Polisi Satu (Aiptu) | Ajun Inspektur Polisi Satu (Aiptu) | Ajun Inspektur Polisi Dua (Aipda) | Ajun Inspektur Polisi Dua (Aipda) | Ajun Inspektur Polisi Dua (Aipda) | Brigadir Polisi Kepala (Bripka) | Brigadir Polisi Kepala (Bripka) | Brigadir Polisi (Brigpol) | Brigadir Polisi (Brigpol) | Brigadir Polisi Satu (Briptu) | Brigadir Polisi Satu (Briptu) | Brigadir Polisi Satu (Briptu) | Brigadir Polisi Satu (Briptu) | Brigadir Polisi Satu (Briptu) | Brigadir Polisi Satu (Briptu) | Brigadir Polisi Dua (Bripda) | Brigadir Polisi Dua (Bripda) | Brigadir Polisi Dua (Bripda) | Brigadir Polisi Dua (Bripda) | Brigadir Polisi Dua (Bripda) | Brigadir Polisi Dua (Bripda) | Ajun Brigadir Polisi (Abrigpol) | Ajun Brigadir Polisi (Abrigpol) | Ajun Brigadir Polisi Satu (Abriptu) | Ajun Brigadir Polisi Satu (Abriptu) | Ajun Brigadir Polisi Dua (Abripda) | Ajun Brigadir Polisi Dua (Abripda) | Bhayangkara Kepala (Bharaka) | Bhayangkara Kepala (Bharaka) | Bhayangkara Kepala (Bharaka) | Bhayangkara Satu (Bharatu) | Bhayangkara Satu (Bharatu) | Bhayangkara Satu (Bharatu) | Bhayangkara Dua (Bharada) | Bhayangkara Dua (Bharada) |                  |

## La police indonésienne dans le monde
La mission de la police indonésienne ne se limite plus à des tâches nationales. Elle est désormais impliquée dans des questions de sécurité régionales et internationales sous l'égide de l'Organisation des Nations unies. Elle a notamment participé à des opérations au Cambodge et en Namibie. Depuis 2008, elle maintient un contingent de 140 personnes au Darfour dans le cadre de la mission conjointe des Nations unies et de l'Union africaine au Darfour (UNAMID). Elle a également un contingent de 140 personnes an République centrafricaine dans le cadre de la mission multidimensionnelle intégrée des Nations unies pour la stabilisation en Centrafrique.